# Cratere Anura
Anura  è un cratere sulla superficie di Cerere.